# Hassan ibn Ali
Hassan ibn Ali (625 – 670), volledige naam al-Hasan ibn 'Alī ibn Abī Tālib ibn 'Abd al-Muttalib ibn Hāshim ibn 'Abd Manaf, was een zoon van Ali ibn Abu Talib en Fatima. Hij was de kleinzoon van de profeet Mohammed; Fatima was de dochter van de profeet. Binnen het sjiisme geldt hij als de tweede imam. Hij behoort echter niet tot de 'vier rechtgeleide kaliefen' binnen het soennisme. Na de moord op zijn vader in 661 volgde hij hem op. Om een einde te maken aan de Eerste Fitna (Arabische burgeroorlog) trad hij af omwille van Moe'awija I. Moe'awija I volgde hem op en werd de eerste kalief van de Omayyaden. Het conflict bleef echter verder woekeren op religieus vlak.
Hassan trok zich terug in Medina. In 670 werd hij door vergiftiging om het leven gebracht.